# Javier Moreno Sánchez
Javier Moreno Sánchez (Ginebra, Suiza, 12 de marzo de 1965) es un político español hijo de emigrantes españoles.
Licenciado en Relaciones Internacionales, empezó su carrera profesional como maestro en Suiza antes de emprender su andadura por las instituciones europeas en Bruselas, de la mano de Enrique Barón. Asesor en varios niveles del socialismo europeo a partir del año 1992, es nombrado secretario general adjunto del Partido Socialista Europeo en 2002, cargo que ocupa durante dos años. En 2004, el PSOE lo incorpora en su lista de cara a las elecciones europeas, en las que concurre como candidato de los españoles en el exterior. Elegido eurodiputado, recibe en encargo de asumir, al mismo tiempo que su escaño, la Secretaría General de la Delegación del PSOE en el Parlamento Europeo durante la legislatura del 2004 al 2009. En 2004, el PSOE Europa se busca un nuevo secretario general para arrancar una nueva etapa y representar al proyecto de Zapatero acerca de los españoles en el exterior. Moreno presenta su candidatura a la Secretaría General de la federación regional. Sin adversarios, es elegido secretario general del PSOE Europa en el 7.º Congreso, en Bruselas, el 13 de noviembre de 2004. Al mismo tiempo, accede automáticamente al Comité Federal del PSOE, como miembro de este órgano.
Bajo la dirección de Jesús Caldera, preside el grupo de trabajo que elabora el programa electoral para españoles en el exterior de cara a las elecciones generales de España de 2008.
Tras agotar su primer mandato como único líder regional del PSOE en el exterior, es reelegido en el 8.º Congreso de la federación socialista, en Lausana, el 13 de septiembre de 2008. Por segunda vez, ningún adversario le disputa la Secretaría General. El 20 de abril de 2012, anuncia por comunicado de prensa que no optará a la reelección a un tercer mandato. El 9° Congreso del PSOE Europa le otorga sin embargo la función honorífica de presidente de la federación, que ostenta hasta el cese de la Comisión Ejecutiva por la dimisión de su secretaria general el 27 de julio de 2014.
En 2009, Moreno no repite como candidato del PSOE Europa en las elecciones del mismo año al Parlamento Europeo. En ese momento, el presidente de los socialistas europeos, Poul Nyrup Rasmussen, le pide que asuma la Secretaría General del Global Progressive Forum para organizar la campaña mundial socialdemócrata a favor de la introducción de una tasa en las transacciones financieras.